# Paradaemonia andensis
Paradaemonia andensis är en fjärilsart som beskrevs av Rothschild 1907. Paradaemonia andensis ingår i släktet Paradaemonia och familjen påfågelsspinnare. Inga underarter finns listade i Catalogue of Life.